# Misil teledirigido
Un misil teledirigido es un cohete que puede cambiar su trayectoria durante el vuelo. El uso típico del término “misil” se refiere a cohetes guiados, y “cohete” a los no guiados. Las diferencias entre ambos pueden ser mucho menores que en otros sistemas teledirigidos.
Los primeros misiles operativos eran una serie de misiles alemanes de la Segunda Guerra Mundial. Los más famosos son el V-1 y el V-2. Fueron menos conocidos los misiles antibarco y aire-aire que normalmente estaban basados en un sistema de control remoto dirigido por un operador.

## Tipos básicos

### Misiles balísticos
Tras la fase de impulso, los misiles balísticos siguen una trayectoria determinada principalmente por la balística. La guía permite corregir pequeñas desviaciones sobre esa ruta.
Las V2 había demostrado que un misil balístico podía llevar la guerra a una ciudad objetivo sin posibilidad de intercepción, y la invención de las armas nucleares hizo posible realizar un tremendo daño a distancia. La puntería de estos sistemas era bastante pobre, pero el desarrollo posterior a la guerra por parte de muchas potencias militares mejoró el concepto de plataforma inercial básica hasta el punto de que puede usarse como sistema de guiado en misiles balísticos intercontinentales capaces de recorrer miles de kilómetros. Los misiles balísticos actuales representan la única medida de disuasión de muchas fuerzas militares, y el apoyo continuado de la Fuerza Aérea de los Estados Unidos a los bombarderos tripulados en detrimento de una dedicación completa a la misilería está considerado por algunos motivado enteramente por razones políticas.

### Misiles de crucero
Los V1 habían sido interceptados con éxito durante la guerra, pero esto no convirtió al concepto de misil de crucero en inútil. Tras la guerra, Estados Unidos desarrolló unos pocos misiles nucleares en Alemania, pero estaban considerados de “utilidad limitada”. El desarrollo continuado de misiles de mayor alcance y más rápidos les llevó a producir el misil Navaho y a los soviéticos el Burya y el misil de crucero Buran. Sin embargo, quedaron obsoletos por el misil balístico intercontinental, y no se llegó a lanzar ninguno. En lugar de esto, se han desarrollado misiles de corto alcance empleados como sistemas de alta puntería, como el misil Tomahawk.

### Anti-embarcación
Otro proyecto alemán de misilería era la clase anti-embarcación (como el Fritz X y el Henschel Hs 293), desarrollados con la intención de detener cualquier intento de invasión cruzando el Canal de la Mancha. Sin embargo, los británicos consiguieron inutilizar sus sistemas mediante interferencias radio tipo jammer, así que los misiles guiados no estuvieron listos para el Desembarco de Normandía. Tras la guerra, la clase anti-embarcación se desarrolló lentamente, y sólo pasaría a desempeñar un papel importante en la década de 1960 con la introducción de los misiles de baja altura impulsados por tubojet conocidos como “sea-skimmerrs”. Se hicieron famosos durante la guerra de las Malvinas cuando un misil Exocet de Argentina hundió un destructor de la Royal Navy.

### Anti-aeronave
Para 1944 los bombardeos británicos y estadounidenses ya sobrevolaban sin oposición el corazón de Alemania, así que  la Luftwaffe trató desesperadamente de desarrollar sistemas terrestres anti-aeronaves. Se probaron muchos sistemas, pero ninguno consiguió ser operativo antes del final de la guerra. La Armada de los Estados Unidos también empezó el desarrollo de estos misiles para combatir la amenaza Kamikaze. En 1950 los sistemas basados en estas investigaciones, como los Nike Ajax, las “3T” (Talos, Terrier, Tartar) estadounidenses, empezaron a ser operativos. Pronto fueron acompañados por los SA-1 y SA-2 soviéticos y los sistemas franceses y británicos.

### Aire-aire
La experiencia alemana en la Segunda Guerra Mundial demostró que destruir grandes aeronaves era bastante difícil. Los alemanes habían invertido bastante esfuerzo en desarrollar misiles aire-aire con este objetivo.
Esto provocaría el nacimiento de los misiles R4M. Fueron desarrollados por la Luftwaffe durante la Segunda Guerra Mundial y usados de forma operativa durante un breve periodo justo antes del final de la guerra. En la posguerra, los R4M fueron el patrón a partir del cual se desarrollaron muchos sistemas similares empleados por casi todas las aeronaves interceptoras desde finales de la década de 1940 hasta bien entrada la de 1950.
La Armada Estadounidense y la Fuerza Aérea de los Estados Unidos emplearon su electrónica superior para desarrollar muchos diseños similares a principios de la década de 1950. los más famosos fueron el AIM-9 Sidewinder de la armada y el AIM-4 Falcon de la fuerza aérea. Estos sistemas siguieron evolucionando. En la actualidad, la guerra aérea consiste casi completamente en el lanzamiento de misiles.

### Antitanque
Para finales de la Segunda Guerra Mundial todas las potencias habían empezado a usar cohetes no guiados con cabezas HEAT como arma principal antitanque. Sin embargo, tenían un alcance limitado a 100m. Los alemanes trataron de extender el alcance empleando guiado por cable el X-7. Tras la guerra pasó a desarrollarse mucho a finales de la década de 1950, y desde la década de 1960 son prácticamente la única arma antitanque que no de un tanque. Actualmente el máximo exponente lo representa el sistema AT-8 ruso con un poder de penetración en acero de 800 mm. Sin embargo la próxima aparición de las corazas DARM los dejará anticuados.

### Antibalística
Como la mayoría de misiles para la defensa contra misiles de corto alcance, los Arrow y los MIM-104 Patriot son explosivos.
Sin embargo, en caso de grandes velocidades, se emplean proyectiles sin explosivos, pues con la colisión basta para destruir el objetivo.

### Armas antisatélite
El sistema Brilliant Pebbles de defensa usaría también colisiones no explosivas.